# Amt Unterspreewald
Das Amt Unterspreewald liegt im Landkreis Dahme-Spreewald des Landes Brandenburg. In ihm sind zehn Gemeinden zu einem Verwaltungsverbund zusammengeschlossen. Es entstand zum 1. Januar 2013 durch die Fusion des (alten) Amtes Unterspreewald und des Amtes Golßener Land. Amtssitz ist die Stadt Golßen, eine Außenstelle befindet sich in Schönwalde. Namensgebend ist die Lage im Unterspreewald, dem nördlichen Teil des Spreewaldes.

## Geographische Lage
Das Amt Unterspreewald liegt in der Mitte des Landkreises Dahme-Spreewald und grenzt im Norden an das Amt Schenkenländchen und die amtsfreie Stadt Storkow (Mark), im Osten an die Gemeinde Märkische Heide, im Süden an die amtsfreien Städte Lübben (Spreewald) und Luckau, im Südwesten und Westen an das Amt Dahme/Mark (Landkreis Teltow-Fläming) und im Nordwesten und Norden an das Amt Baruth/Mark (ebenfalls Landkreis Teltow-Fläming).

## Gemeinden und Ortsteile
Das Amt Unterspreewald gliedert sich derzeit in zehn Gemeinden:
- Bersteland mit den Ortsteilen Freiwalde und Reichwalde und Niewitz sowie dem Gemeindeteil Rickshausen[4]
- Drahnsdorf mit den Ortsteilen Drahnsdorf und Falkenhain sowie den Gemeindeteilen Krossen und Schäcksdorf[5]
- Golßen (Stadt) mit den Ortsteilen Mahlsdorf und Zützen sowie den Gemeindeteilen Altgolßen, Gersdorf, Landwehr, Prierow und Sagritz[6]
- Kasel-Golzig mit den Ortsteilen Jetsch und Schiebsdorf und dem Gemeindeteil Zauche[7]
- Krausnick-Groß Wasserburg mit den Ortsteilen Krausnick und Groß Wasserburg[8]
- Rietzneuendorf-Staakow mit den Ortsteilen Friedrichshof, Rietzneuendorf und Staakow[9]
- Schlepzig, niedersorbisch Slopišća[10]
- Schönwald mit den Ortsteilen Schönwalde und Waldow/Brand[11]
- Steinreich mit den Ortsteilen Glienig und Sellendorf und den Gemeindeteilen Damsdorf, Hohendorf, Schenkendorf und Schöneiche[12]
- Unterspreewald mit den Ortsteilen Leibsch, Neuendorf am See und Neu Lübbenau, sowie dem Gemeindeteil Leibsch-Damm[13]

## Geschichte

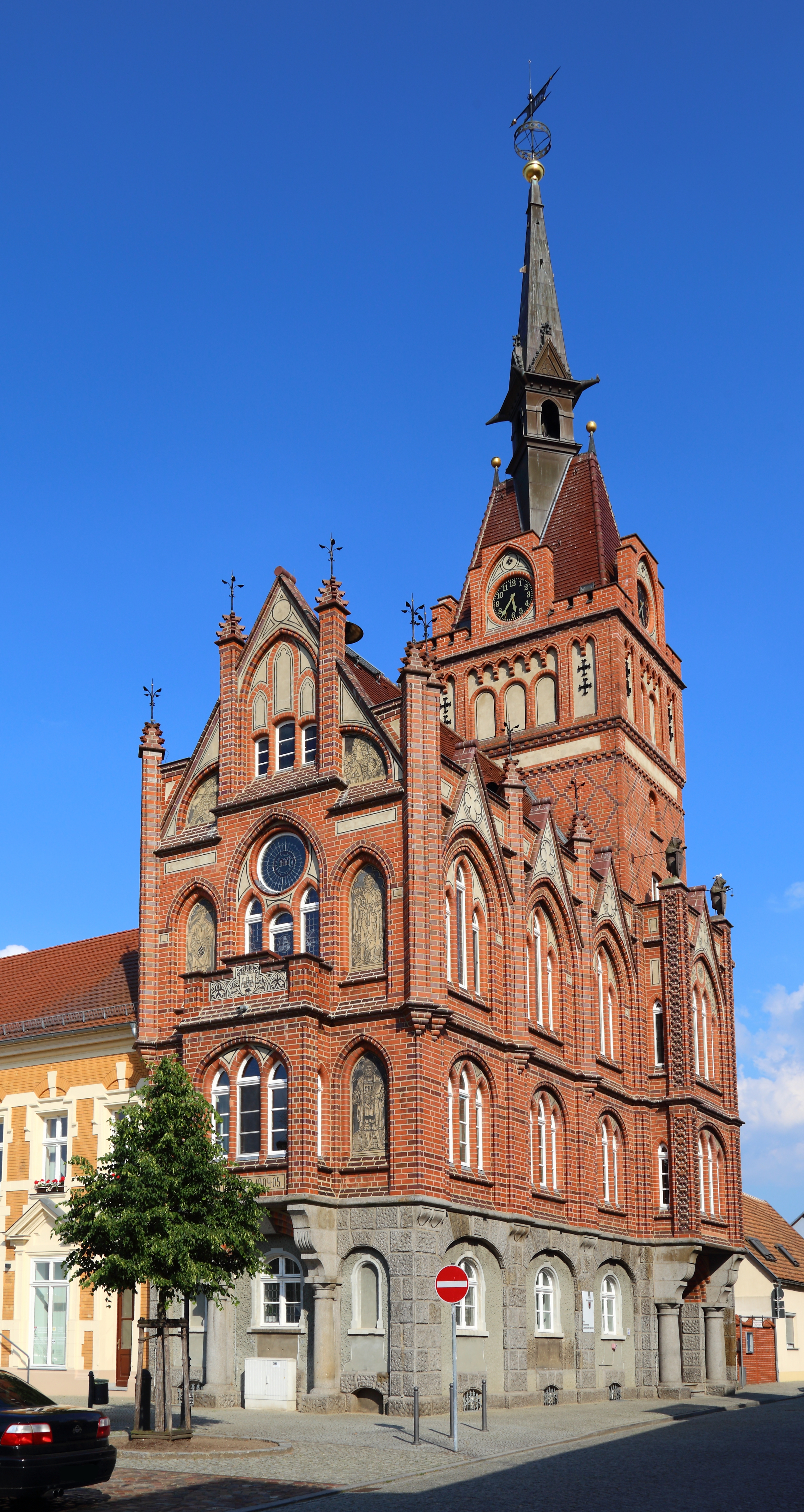
Das Golßener Rathaus ist auch Sitz der Amtsverwaltung

Das Amt entstand zum 1. Januar 2013 aus dem Zusammenschluss der Ämter Golßener Land und Unterspreewald. Die beiden Ämter waren 1992 geschaffen worden.
Im Juli 2023 stimmte die Stadtverordnetenversammlung von Golßen mit neun Prostimmen zu sechs Gegenstimmen für einen Austritt der Stadt aus dem Amt Unterspreewald. Die anderen Mitgliedsgemeinden des Amtes müssten dem von der Stadt Golßen eingereichten Beschluss zustimmen.

## Bevölkerungsentwicklung
| Jahr | Einwohner |
| ---- | --------- |
| 2013 | 9 067     |
| 2015 | 9 078     |
| 2020 | 8 987     |

| Jahr | Einwohner |
| ---- | --------- |
| 2021 | 8 934     |
| 2022 | 8 897     |
| 2023 | 8 907     |
| 2024 | 8 953     |

Gebietsstand des jeweiligen Jahres, Einwohnerzahl: Stand 31. Dezember, ab 2022 auf Basis des Zensus 2022

## Politik

### Amtsdirektoren
- 2013–2018: Jens-Hermann Kleine
- 2018–2021: Henri Urchs
- seit 2022: Marco Kehling

Jens-Hermann Kleine, der ehemalige Amtsdirektor des (alten) Amtes Unterspreewald, war am 19. Februar 2013 zum Amtsdirektor gewählt worden. Er beendete seine Tätigkeit im Januar 2018, um als Kreisrat in den Landkreis Diepholz zu wechseln.
Am 20. Februar 2018 wurde Henri Urchs durch den Amtsausschuss für eine Amtsdauer von acht Jahren zu seinem Nachfolger gewählt. Er wurde am 9. November 2021 vom Amtsausschuss abgewählt. 

Der Amtsausschuss wählte Marco Kehling am 7. April 2022 zu seinem Nachfolger.

### Wappen
Das Wappen wurde am 8. Oktober 2014 vom Ministerium des Innern des Landes Brandenburg genehmigt.
Blasonierung: „In Gold schräglinks durch blauen Wellenbalken geteilt vorn eine schwarze Libelle mit blauen Flügeln nach der Figur begleitet von zwei schwarzen Rohrkolben mit abgeknickten Blättern, hinten auf grünem Boden ein linkshin schreitender goldbewehrter schwarzer Eber.“

## Belege
1. ↑  Bevölkerungsstand im Land Brandenburg Dezember 2024 (Fortgeschriebene amtliche Einwohnerzahlen, basierend auf dem Zensus 2022) (Hilfe dazu).
2. ↑  Internetauftritt des Amtes Unterspreewald
3. ↑  Kommunalverzeichnis des Landes Brandenburg: Amt Unterspreewald
4. ↑  Kommunalverzeichnis des Landes Brandenburg: Gemeinde Bersteland
5. ↑  Kommunalverzeichnis des Landes Brandenburg: Gemeinde Drahnsdorf
6. ↑  Kommunalverzeichnis des Landes Brandenburg: Stadt Golßen
7. ↑  Kommunalverzeichnis des Landes Brandenburg: Gemeinde Kasel-Golzig
8. ↑  Kommunalverzeichnis des Landes Brandenburg: Gemeinde Krausnick-Groß Wasserburg
9. ↑  Kommunalverzeichnis des Landes Brandenburg: Gemeinde Rietzneuendorf-Staakow
10. ↑  Kommunalverzeichnis des Landes Brandenburg: Gemeinde Schlepzig
11. ↑  Kommunalverzeichnis des Landes Brandenburg: Gemeinde Schönwald
12. ↑  Kommunalverzeichnis des Landes Brandenburg: Gemeinde Steinreich
13. ↑  Kommunalverzeichnis des Landes Brandenburg: Gemeinde Unterspreewald
14. ↑  Golßen will raus aus dem Amt Unterspreewald und sich selbst verwalten. rbb24, 11. August 2023, abgerufen am 13. August 2023.
15. ↑  Bevölkerung im Land Brandenburg von 1991 bis 2017 nach Kreisfreien Städten, Landkreisen und Gemeinden (Memento vom 2. April 2019 im Internet Archive), Tabelle 7
16. ↑  Amt für Statistik Berlin-Brandenburg (Hrsg.): Statistischer Bericht A I 7, A II 3, A III 3. Bevölkerungsentwicklung und Bevölkerungsstand im Land Brandenburg (jeweilige Ausgaben des Monats Dezember)
17. ↑  Amtsblatt Amt Unterspreewald (Memento vom 6. August 2019 im Internet Archive), 5. April 2013, S. 2
18. ↑  Der Kreisrat ist in Niedersachsen ein hauptamtlicher, dem Landrat unterstellter Beigeordneter.
19. ↑  Jens-Hermann Kleine ist neuer Kreisrat für Diepholz. auf www.kreiszeitung.de, 14. Februar 2018
20. ↑  Amtsblatt des Amtes Unterspreewald Jg. 6, Nr. 3 vom 2. März 2018, S. 2
21. ↑  Amtsblatt des Amtes Unterspreewald Jg. 9, Nr. 12 vom 3. Dezember 2021, S. 2
22. ↑  Amtsblatt des Amtes Unterspreewald Jg.10, Nr.5 vom 6. Mai 2022 S.2